# Велике (Самбірський район)
Вели́ке —  село в Україні, у Самбірському районі Львівської області. Населення становить 159 осіб. Орган місцевого самоврядування - Добромильська міська рада.  
Через село протікає невеличкий потічок Гусенець, що впадає в річку Вирва. 
Село засноване наприкінці XVI ст., а церкву збудували у 1620 році тодішні дідичі села Самуель Конєцпольський і його дружина Олександра з Гербуртів. Цю дату одностайно подають як рукописні джерела, так і друковані. На жаль, не вдалося відшукати давніших описів. В акті візитації 1761 року Добромильського деканату візитатор відзначив, що "церква Різдва Пр. Богородиці, яка перебуває в коляції князя Любомирського, воєводи люблинського, збудована невідомо коли і з чийого дозволу".
Буквальна назва села не відповідає теперішній реальності. Та були часи, коли назва ця відповідала дійсності і первісне ім'я села звучало як Великоє тому, що велика кількість людей Мігови й інших сусідніх сіл знаходили тут пристановище і  укриття під час навали татар. Дуже складний рельєф місцевості: високі гори, глибокі потічки, яри, добре заліснена місцевість гарно захищали й укривали втікачів від ворожого ока. Татарські вершники та їхні коні були привчені скакати більше степовими просторами і, отже, перебуваючи в нашім краю старалися, напевне, уникати складної місцевості й не заходити вглиб лісів. Це й рятувало біженців у Великоє. Та все ж таки у 1621 році татари не оминули Велике і завдали збитків господарствам знищивши 40% посівів і насаджень.4
Церква Різдва Пресвятої Богородиці в селі Велике є чи не найстарішим дерев'яним храмом в Добромильській околиці. Тож і не дивно, що у такому древньому храмі було немало старовинних ікон, зокрема зберігся іконостас оригінальної форми, нижній ярус якого походить з XVII ст.4
У 1966 році в село прибула експедиція Львівського музею, у якій брали участь М. Батіг, В. Свєнціцька, П. Лінинський, В. Островський. У храмі науковці віднайшли і вивезли до Львівського музею такі ікони: Страшний Суд (фрагмент) - 1590-ті роки, Страсті Христові - 1593 рік, Успіння Богородиці - середина XVI ст., Святий Дмитрій - середина XVI ст., Святий Миколай - перша половина XVI ст. Нині ці ікони знаходяться в Національному музеї імені А. Шептицького у Львові.4
Під час експедиції (Лісове-Добромиль) 22.05.1966 р. у церкві в Мігові було знайдено і передано до музею у Львові рукописне Євангеліє кінця XVI ст. На аркушах 7-8 знаходиться запис про переписування Євангелія Іоанном у селі Гориславичах і про те, що воно куплене до села Великого до церкви Різдва Богородиці. Написане воно півуставом. Його палітурка - це дошка обтягнута шкірою витисками, золоченням та защіпками. В середині папір, зображені 4 мініатюри, 4 заставки, ініціали.4
Коли згадуємо парафію Мігівську, то маємо на увазі завжди два села Мігова і Велике. У Мігова церква величалася матірною, а у Великому - дочірньою. У 1921 році у Великому проживало 297 мешканців, них 141 чоловіків і 156 жінок. За релігійним віросповідуванням - 280 греко-католики, 6 римо-католиків, 11 юдеїв. За національністю - 280 українців, 6 поляків, 11 юдеїв.4
У 1914 році зверталася громада з Великого до цісарської корони Дирекції домен про допомогу будівельними матеріалами, зокрема деревом, для будівництва нової церкви. У 1920 році Павло Вацяк в Америці отримав таке ж прохання зібрати кошти на будівництво храму. Не знаємо чи вдалося зібрати якісь гроші та достовірно відомо, що Павло Вацяк у скорому часі помер за океаном. Сталося це в 1923 році.4
У 1926 році інженер-архітектор у Львові Лев Левинський виконав проект (зберігся до нинішнього часу і вражає своїм виглядом) під будову нової дерев'яної церкви у Великім.4
Церква мала бути п'ятикупольна з галереями.Такі храми вкрай рідко зустрічаються на Бойківщині і є досить складними в будівництві. В 1927 році громада села повідомляла Староство в Добромилі, ''що проектована будова нової церкви у Великім має наступити на зовсім іншій парцелі, внаслідок чого стара церква стане цілком не нарушена''. Однак будівництво в той час так і не було реалізовано. 30.09.1929 р. отримано благословення Єископськогот Ординаріяту в Перемишлі  на благословення нового дзвону у Великім. Варто заначити, що освячення дзвонів на той час було дуже важливою подією, про це свідчить той факт, що священик, який бажав освятити в себе на парафії дзвін, зобов'язаний звернутися за благословенням на освячення до єпископа, а той своєю чергою доручав декану або іншому старшому священику брати участь в освяченні дзвону.4
Під час відвідин Великого у 1928 році відома художниця О. Кульчицька створила зображення ліногравюрою дерев'яного храму.4
Збереглися відомості про ведення метрикальних книг у храмі. У знайденій записці священика знаходимо інформацію про те, що у храмі на 1944 рік знаходилися:
1) ''Книга про народження'' з року 1784-1858 Велике
''Книга про народження'' з року 1859-1904 Велике
''Книга про народження'' з року 1904-1944 Велике
2) ''Книга про шлюби'' з року 1789-1930 Велике
''Книга про шлюби'' з року 1930-1944 Велике
3) ''Книга про смерть'' з року 1784-1903 Велике
''Книга про шлюби'' з року 1903-1944 Велике
Цікаву інформацію можемо почерпнути таких документів як свідоцтва про смерть, які мали різні назви, зокрема такі: ''Метрика смерті'' в 1920-25 роках і писалася переважно польською мовою, ''Книга оглядин померших'' в 1926-35 рр., писалася українською мовою, ''Карта скону'' в 1937-38 рр., писалася польською мовою, ''Карта смерти'' в 1942-44 рр., писалася німецькою і українською мовами.4
Як за часів Австро-Угорщини, так і Польщі парафія Мігівська вносила страхові внески за храми і за будинки приходські до дирекції взаємних забезпечень ''Дністер'' у Львові. Ці внески сплачувалися або в австрійських кронах, або в польських злотих. Внески з парафії виглядали так: Церква в Мігові - 3900 злотих; Церква у Великім - 800 злотих.4
У 1928 році у Великому діяла однокласна школа (будівля магазину і медпункту) з українською мовою навчання, в якій навчалося 45 дітей. Є також про неї згадка в церковних документах під 1937 р. Коли вона була засновано не можемо з впевненістю сказати. Зберігся в церковній книзі ''Протокол дійствій парохії Мігова, Велике 1901-1940 рр.'' список кількості дітей, зобов'язаних до школи в таких роках: Велике у 1901 р. - 7 дітей, у 1902 р. - 10, в 1903 р. - 13, у 1904 р. - 11, в 1905 р. - 12, в 1906 р. - 7, а в 1907 р. - 17 дітей4.
Церкві належали земельні угіддя. Їх межі були чітко визначені. Свідченням є опис маєтностей церков станом на 1803 р.4
Дзвіниця, що здіймається над частиною бабинця і на приставлених до нього стовпах, збудована, ймовірно, у 1849 році (дата на одвірку). Церкву неодноразово ремонтували впродовж майже чотирьох століть.
У радянські часи церква стояла зачиненою. Відкрито її для богослужінь щойно у 1989 році. Тоді ж здійснено ремонт церкви, під час якого ошальовано зруб під піддашшям, замінено ґонтове покриття піддашшя, дахів і бані на бляшане, добудовано невеличку ризницю до північної стіни вівтаря, сховану під піддашшям.
В інтер'єрі перемальовано стінопис та ікони іконостасу. Тоді ж місцеві майстри Степан Хомичак, Василь Денис та Василь Ярош звели нову окрему дерев'яну дзвіницю, розташовану на захід від церкви.
Сьогодні храм належить громаді ПЦУ.
Стрімкий потік, що тече біля підніжжя схилу, на краю якого стоїть церква, в останні десятиріччя підмив берег. За розповідями мешканців села, були роки, коли під час повені вода потоку несла навіть труни з останками. Частина поховань, які містилися поза вівтарем, на схід від нього, повністю знищена. В проваллі можна побачити хрести з давніх надгробних пам'ятників. Впроовж 2017-18 рр. за раунок державних коштів проведено берегоукріплювальні роботи (змінено русло потічка Гусенець), тож тепер пам'ятці історії зсув грунту не загрожує.
Уродженці села Велике боролись за свою державу в лавах УГА, дивізії Галичина, УПА. Після поразки визвольних змагань подались на еміграцію.
1996-1999 р. через річку Вирва збудовано міст, на жаль, на сьогодні перебуває в аварійному стані!?...
За даними перепису 2001 року все населення села говорить українською мовою (100%). 
21 вересня 2001 року освячений храм греко-католицької громади Блаженнішим Юліаном (Вороновським), єпикопом Самбірсько-Дрогобицьким.
У жовтні 2014 р. на могилі зв'язкової УПА Денис Катерини освячено пам'ятник місцевими парохами.
У 2016 р.підключили мешканцям села інтернет.
У 2020 році 400-ліття храму Різдва Пресвятої Богородиці відзначено урочистою академію.5